# Wyoming
Il Wyoming (sigla = WY) è uno stato senza sbocco al mare appartenente alla regione delle Montagne Rocciose, negli Stati Uniti d'America occidentali. Confina a nord e nord-ovest con il Montana, a est con il Dakota del Sud e il Nebraska, a sud con il Colorado, a sud-ovest con lo Utah e ad ovest con l'Idaho. Con una popolazione di 576 851 rilevata al censimento del 2020, risulta essere lo stato meno popolato, pur essendo il 10° maggiore per superficie, e con la seconda densità di popolazione più bassa dopo l'Alaska. La capitale dello Stato, nonché città più popolosa, è Cheyenne, con una popolazione di 65 132 nel 2020.
La parte occidentale del Wyoming consiste principalmente di catene montuose e pascoli delle Montagne Rocciose; la parte orientale consiste di altipiani e praterie, noti come Alte Pianure. Il clima dello stato è semi-arido in alcune zone e continentale in altre, ed è lo stato più secco e più ventoso di tutti gli altri, con la manifestazione di grandi estremi di temperatura. Il governo federale possiede poco meno della metà del territorio del Wyoming, in cui sono istituite aree protette ad uso pubblico; lo stato è il sesto per estensione di territorio posseduto dal governo federale, e il quinto in proporzione al suo territorio. Il territorio federale comprende due parchi nazionali (Grand Teton e Yellowstone), due aree ricreative nazionali, due monumenti nazionali e diverse foreste nazionali, oltre a siti storici, vivai ittici e rifugi faunistici

## Origini del nome
Il nome Wyoming venne attribuito nel 1865 quando il rappresentante dell'Ohio James Mitchell Ashley propose una legge al Congresso degli Stati Uniti per istituire un "governo temporaneo per il Territorio del Wyoming"; il territorio prese il nome dalla Wyoming Valley in Pennsylvania. Thomas Campbell scrisse il suo poema del 1809 Gertrude of Wyoming, ispirato dalla battaglia di Wyoming durante la guerra d'indipendenza americana. Il nome a della valle, a sua volta, deriva dalla parola in lingua munsee xwé:wamənk che significa presso il grande fiume calmo.

## Geografia fisica

### Posizione

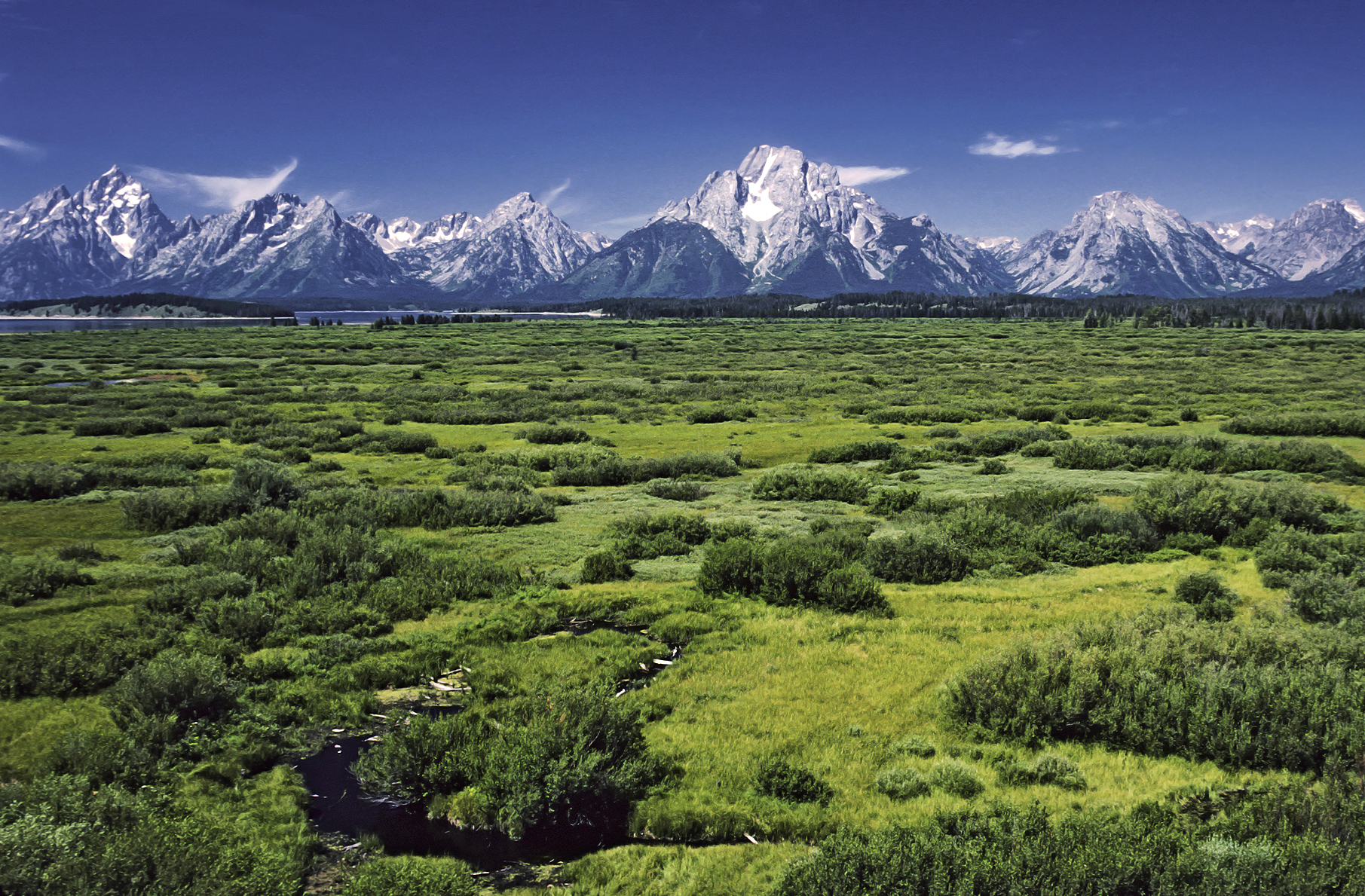
Grand Teton National Park

Come specificato nella legislazione costitutiva del Territorio del Wyoming, lo stato è uno dei tre stati i cui confini sono esclusivamente porzioni di meridiani e paralleli (gli altri due sono Utah e Colorado) che delineano un quadrilatero (analoga forma dello stesso Colorado). I confini sono rappresentati dalle linee della latitudine del 41º parallelo nord e 45º parallelo nord, e dalla longitudine 104°3'W e 111°3'W, un quadrangolo geodetico. A causa delle inaccuratezze durante i sopralluoghi durante il XIX secolo, il confine legale del Wyoming devia rispetto alle reali linee di latitudine e longitudine fino a 800 metri in alcuni punti, specialmente nella regione montagnosa lungo il 45° parallelo nord. Il Wyoming confina a nord con il Montana, ad est con il Dakota del Sud ed il Nebraska, a sud con il Colorado, a sud-ovest con lo Utah e ad ovest con l'Idaho. È il decimo stato per estensione (253 340 km²) ed è costituito da 23 contee. Dal confine settentrionale a quello meridionale è lungo 444 km, mentre da est a ovest è largo 587 km nella parte sud, e 550 km nella parte nord.

### Territorio
Nel Wyoming le Grandi Pianure si incontrano con le Montagne Rocciose; lo stato in pratica è costituito da un grande altopiano cui, andando da est a ovest, si frappongono via via più catene montuose poste in direzione nord-sud. Le altitudini variano dalla cima del Gannett Peak nella Wind River Range, a 4 207 metri s.l.m., fino alla valle del fiume Belle Fourche nell'angolo nord-orientale dello stato, a 952 metri s.l.m. Nella parte nord-occidentale dello stato vi sono le catene Absaroka, Owl Creek, Gros Ventre, Wind River e Teton. Nel centro-nord vi sono i monti Bighorn, nel nord-est le Black Hills e nella regione meridionale i monti Laramie, Snowy e Sierra Madre.

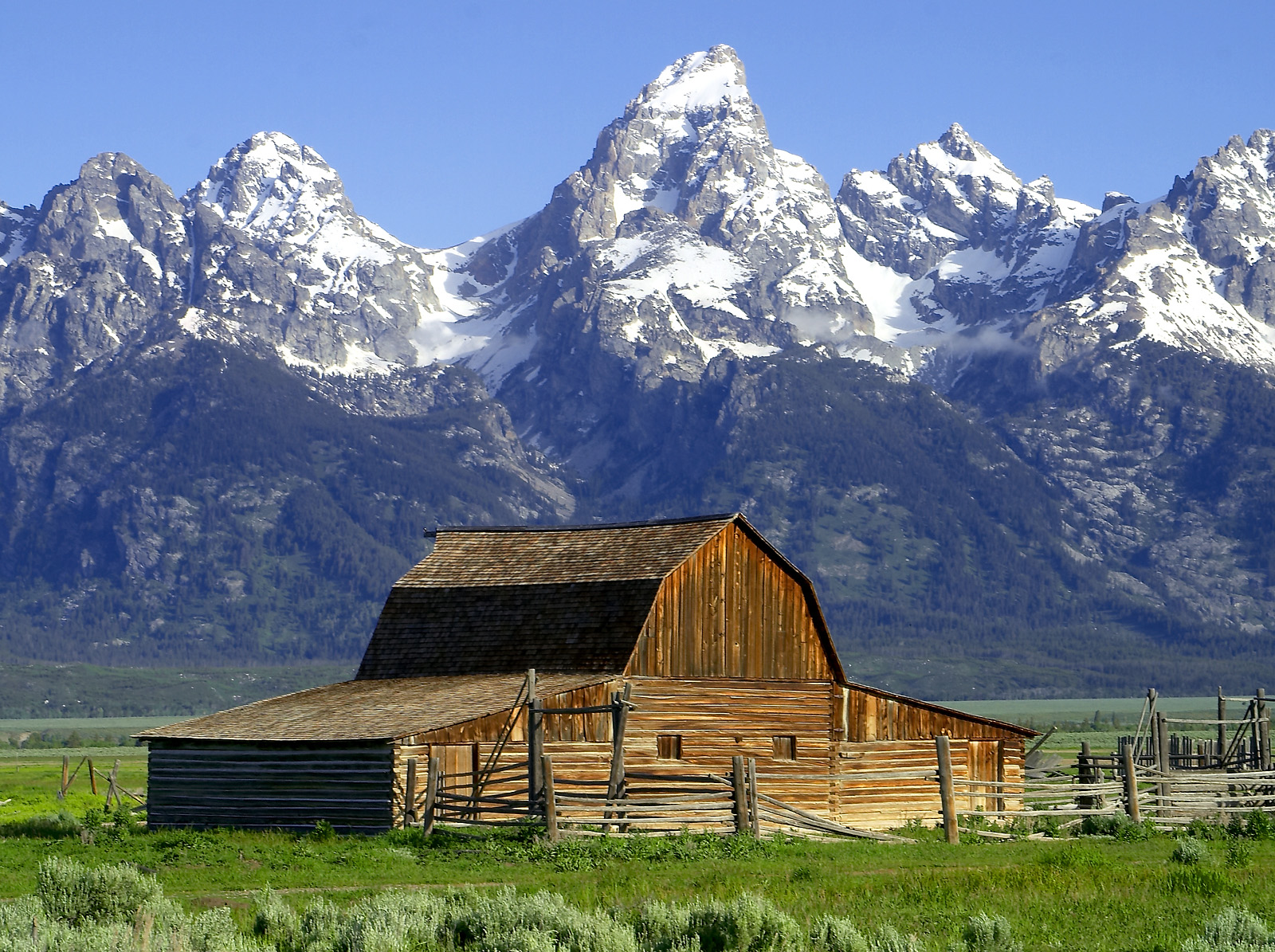
Il Mormon Row Historic District e sullo sfondo il Teton Range

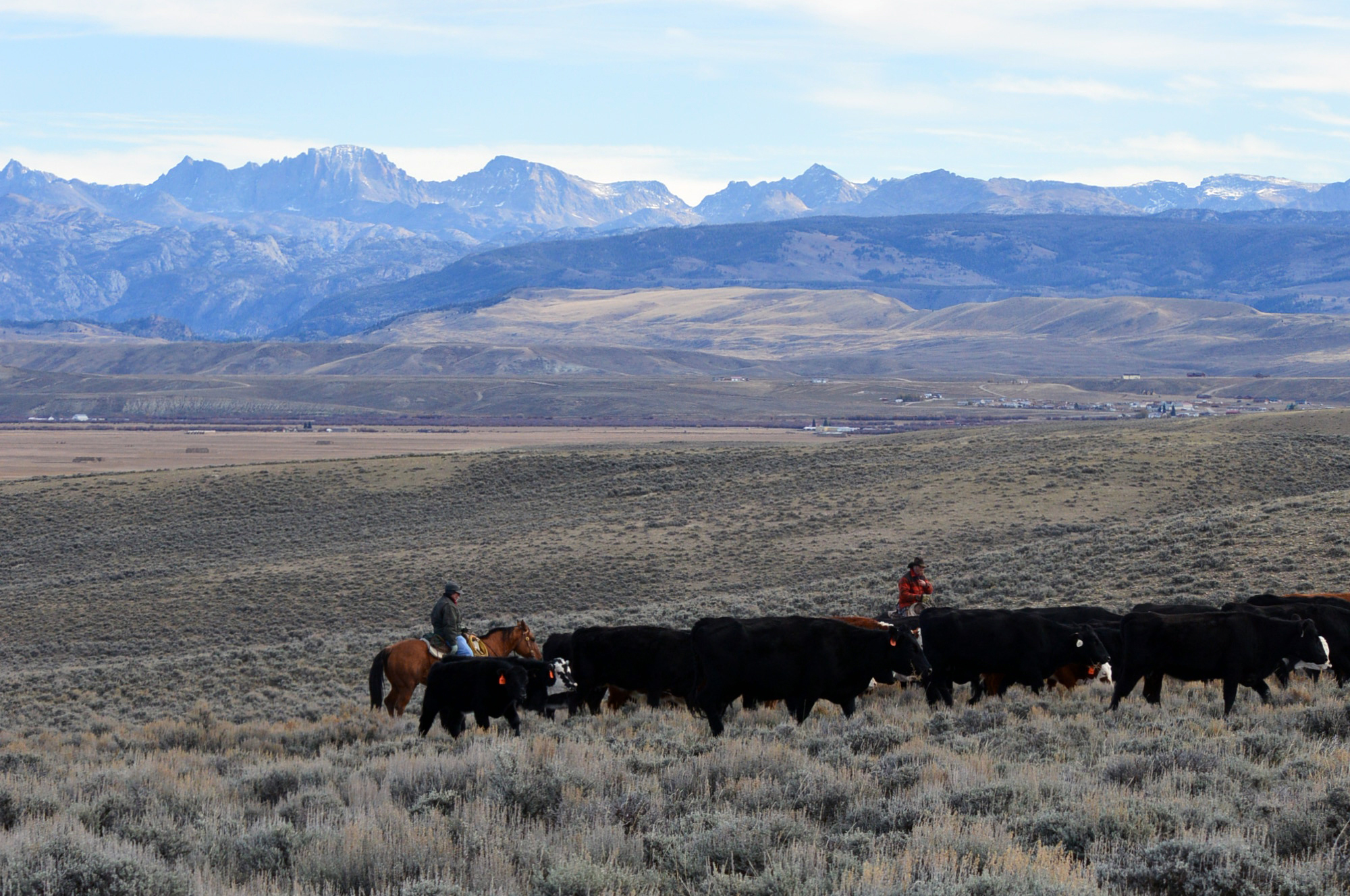
Valle dei Green River

La Snowy Range nella parte centro-meridionale dello stato costituisce una estensione delle Montagne Rocciose del Colorado, sia per geologia che per aspetto. La Wind River Range nella parte centrale dello stato è una zona remota e comprende più di 40 cime oltre i 4 000 metri di altitudine, oltre a Gannett Peak, la cima più alta dello stato. I monti Bighorn nella parte centro-settentrionale dello stato sono isolati dal resto delle Montagne Rocciose.
La Teton Range, nel nord-ovest, si estende per circa 80 km e parte di essa è compresa nel Parco nazionale del Grand Teton, che comprende il Grand Teton, la seconda cima dello stato.

### Idrografia
Lo spartiacque continentale si estende in direzione nord-sud nella porzione centrale dello stato; i fiumi che si trovano ad est dello spartiacque riversano le proprie acque nel bacino del fiume Missouri, e infine nel golfo del Messico. Questi sono il North Platte, il Wind, il Bighorn e lo Yellowstone. Il fiume Snake nel nord-ovest dello stato si getta nel fiume Columbia e nell'Oceano Pacifico, come anche il Green River attraverso il bacino del fiume Colorado.
Lo spartiacque continentale si separa nella parte centro-meridionale dello stato, in un'area nota come Great Divide Basin, che ha le caratteristiche del bacino endoreico; ovvero le acque confluenti non scorrono al mare su uno o sull'altro versante, e non alimentano falde sotterranee manifestamente scorrenti, bensì – anche a causa delle precipitazioni scarse – le poche acque presenti si raccolgono in piccoli bacini idrici temporanei ed evaporano.
Alcuni fiumi hanno origine o scorrono attraverso lo stato, come lo Yellowstone, il Bighorn, il Green River e lo Snake; la maggior parte dello stato si trova a oriente dello spartiacque continentale. I fiumi che vi scorrono portano le loro acque, tramite vari corsi d'acqua intermedi, al Golfo del Messico. Tra questi, molto noto è il fiume Yellowstone (1080 km), che nasce in Wyoming ma scorre prevalentemente in Montana, dove sfocia nel fiume Missouri; suoi affluenti importanti sono il Bighorn (742 km) e il Powder.
Un altro fiume importante appartenente al bacino del Missouri è il North Platte (1081 km), che nasce in Colorado, svolge una buona metà del suo corso in Wyoming e infine entra in Nebraska dove confluisce con il South Platte per formare il fiume Platte.
Solo una piccola parte del Wyoming si trova a occidente dello spartiacque continentale. I fiumi di questa zona portano le loro acque, tramite altri corsi intermedi, all'Oceano Pacifico. Tra essi primeggia il fiume Snake, che raggiunge una lunghezza totale di 1735 km e appartiene al bacino del fiume Columbia. Lo Snake nasce in Wyoming, però appartiene a questo stato solo un piccola parte del suo alto corso.
Il Green River (1170 km), affluente del Colorado, nasce nella parte sudoccidentale dello stato, e vi svolge un po' meno di metà del suo corso, prima di entrare nello stato dell'Utah.
In Wyoming ci sono anche alcuni laghi, dei quali il più esteso è il lago Yellowstone (350 km²).
Lo stato conta 32 isole, la maggioranza delle quali si trova nel lago Jackson e nel lago Yellowstone, all'interno del Parco nazionale di Yellowstone, nella parte nord-occidentale dello stato. Anche il Green River nel sud-ovest contiene diverse isole.

### Clima

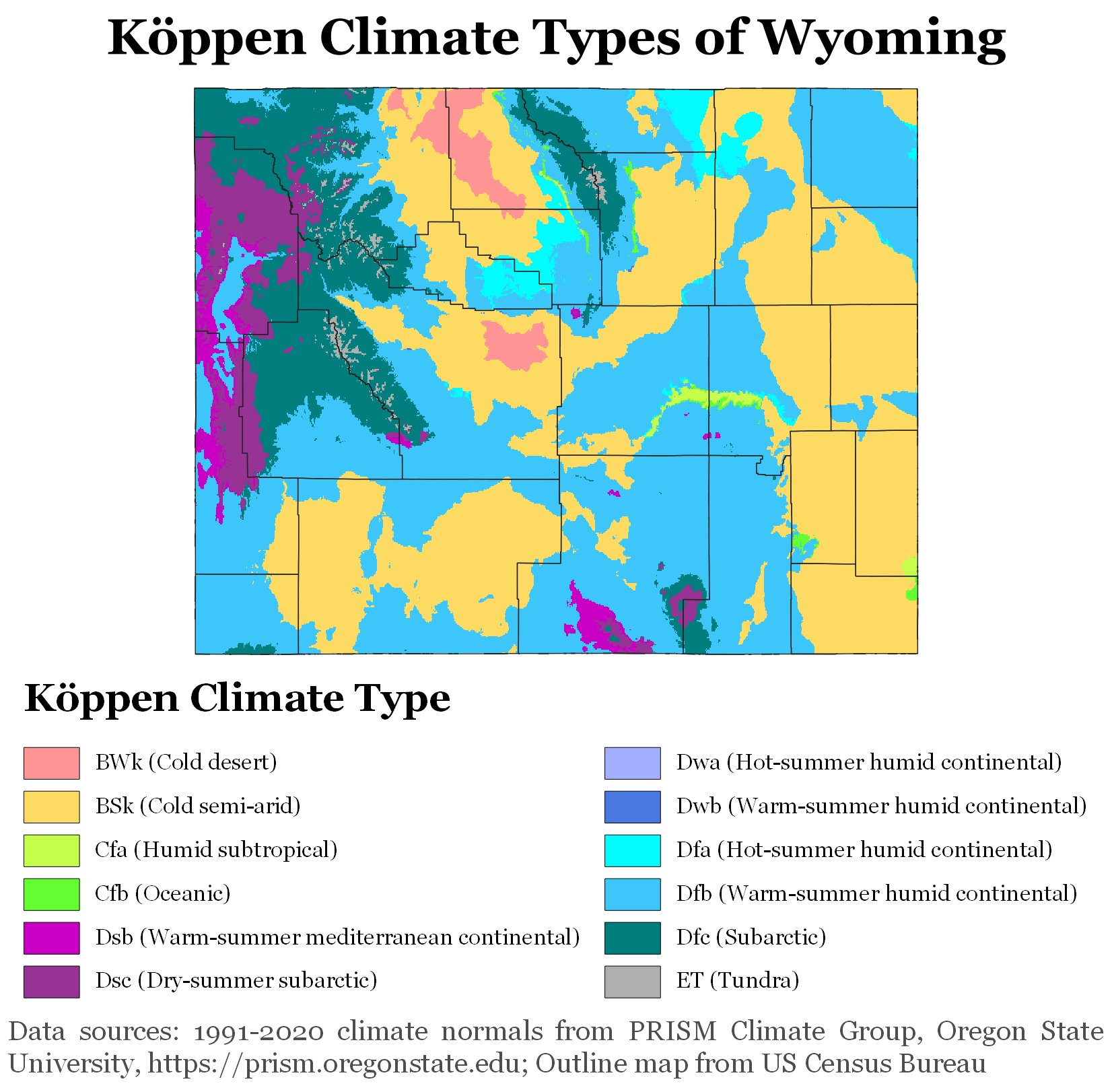
Classificazione dei climi di Köppen del Wyoming, utilizzando le normali climatologiche 1991-2020

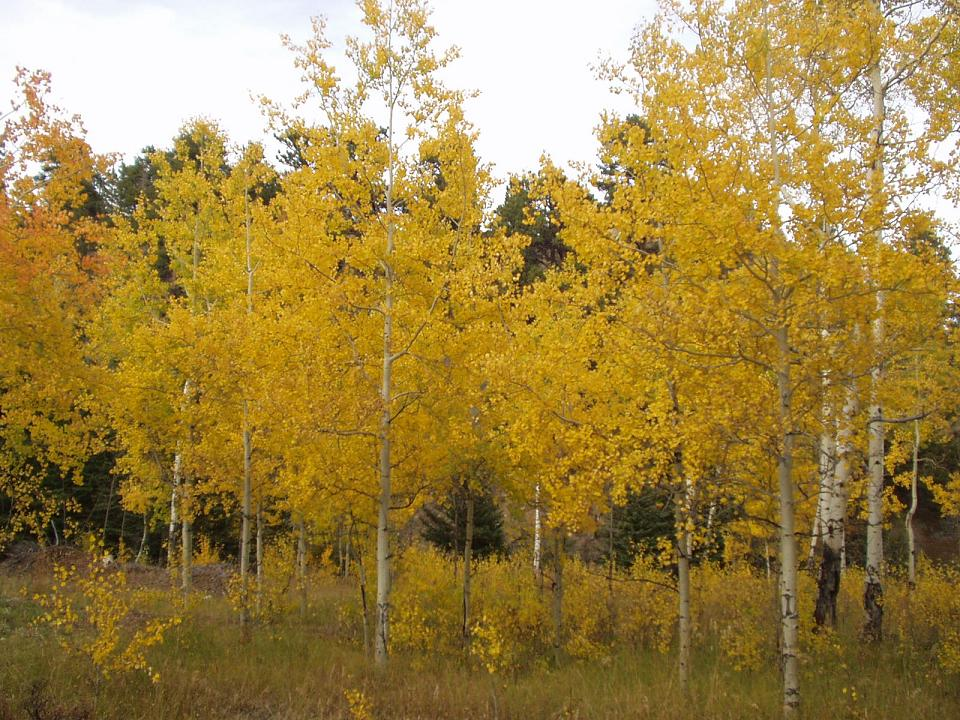
Autunno nei monti Bighorn

Il clima del Wyoming è generalmente semi-arido e continentale (classificazione dei climi di Köppen BSk) ed è più secco e ventoso in confronto al resto degli Stati Uniti, con grandi estremi di temperature rilevate per via della topografia dello stato. Le estati nel Wyoming sono calde, e le temperature di luglio variano tra 27 e 32°C in gran parte dello stato. Salendo di altitudine, tuttavia, le temperature crollano rapidamente sopra i 2700 metri, con una media di 21 °C. Le notti estive nello stato sono caratterizzate da una rapida diminuzione delle temperature, e anche le località più calde si aggirano intorno ai 10-16 °C di notte. In quasi tutto lo stato, la maggior parte delle precipitazioni avviene intorno alla fine della primavera e all'inizio dell'estate; gli inverni sono freddi ma variabili, con periodi di freddo talvolta estremo, alternati con periodi più miti, e i venti di Chinook riscaldano le temperature in alcune zone dello stato.
Il Wyoming è uno stato secco, e il territorio riceve circa 250 mm di precipitazioni annue. Le precipitazioni dipendono dall'altitudine, con le aree più basse del bacino Big Horn che ricevono circa 130–200 mm di piogge, il che rende l'area un vero deserto. Le aree meno elevate nel nord e nelle pianure orientali ricevono in media 250–300 mm di precipitazioni, e qui si trova un clima semi-arido. Le precipitazioni sono maggiori in alcune aree montane, fino a circa 510 mm, molte delle quali sotto forma di neve, che talvolta raggiunge i 510 cm. La temperatura più alta rilevata nello stato è 46 °C a Basin il 12 luglio 1900, e la più bassa mai registrata è −54 °C, rilevata a Riverside il 9 febbraio 1933.
I temporali variano nello stato; le pianure sud-orientali sono le più colpite. In generale, l'attività temporalesca è maggiore durante la tarda primavera e l'inizio dell'estate e la parte sud-orientale dello stato è la più vulnerabile ai tornado. Spostandosi verso ovest, l'incidenza dei tornado decresce, fino ad azzerarsi quasi nella parte occidentale dello stato. I tornado, quando presenti, tendono ad essere piccoli e brevi, diversamente da quelli che si verificano molto più ad est negli Stati Uniti.

## Storia

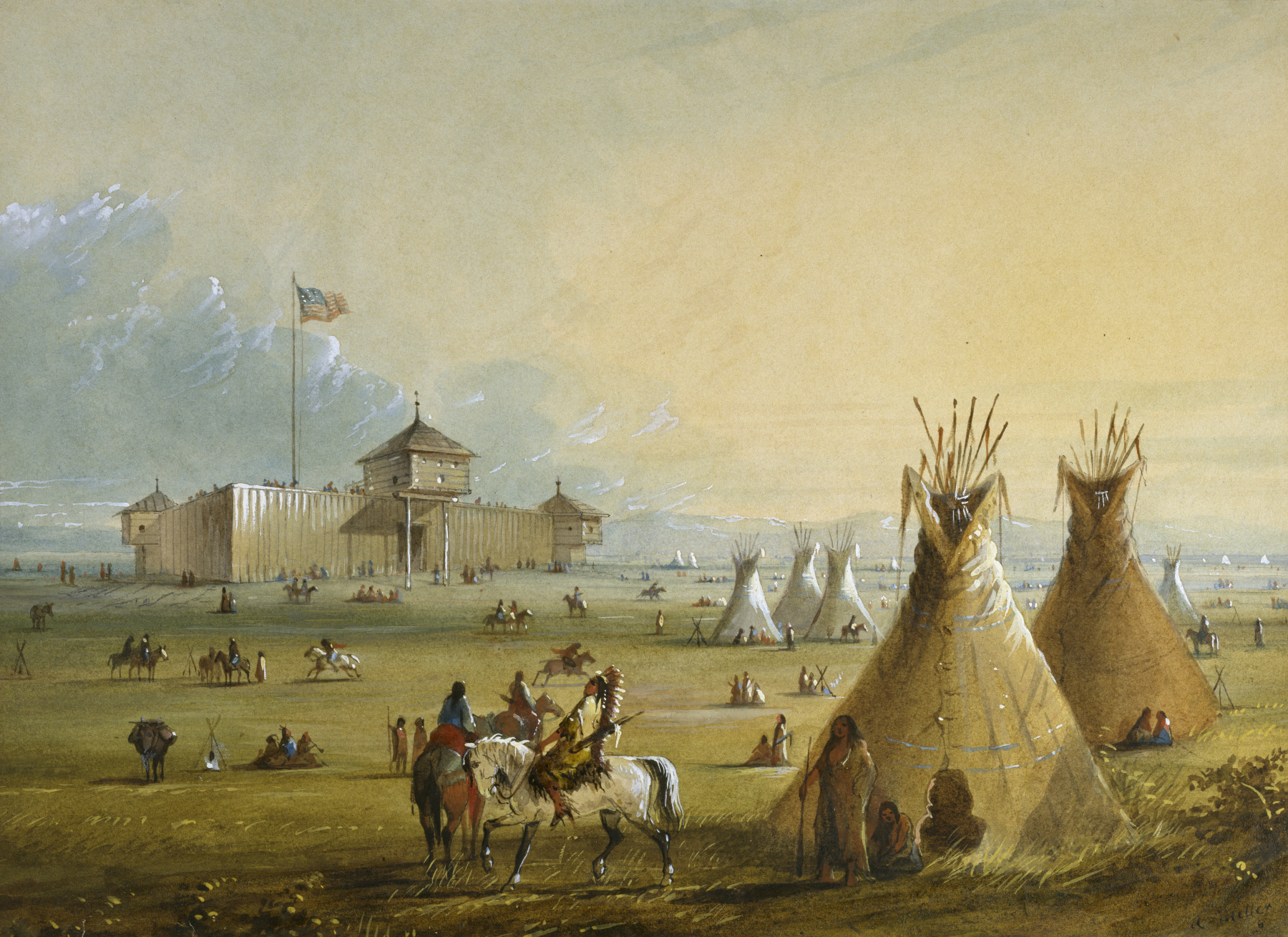
Il primo Fort Laramie come appariva prima del 1840 (dipinto dalle memorie di Alfred Jacob Miller)

La regione conosciuta oggi come Wyoming era abitata all'arrivo degli europei da diverse tribù indiane tra cui Sioux, Crow, Arapaho, Lakota e Shoshones. Probabilmente i cacciatori di pelli francesi furono i primi bianchi ad avventurarsi nella parte settentrionale dello Stato alla metà del XVIII secolo. Quello che oggi è il Wyoming sud-occidentale fu rivendicato dall'Impero spagnolo, che si estendeva attraverso il sud-ovest ed il Messico. Con l'indipendenza messicana del 1821, fu considerata parte dell'Alta California, e l'espansione degli Stati Uniti portò nuovi coloni che combatterono per il controllo della regione. Il Messico cedette questi territori dopo la sua sconfitta nel 1848 nella guerra messico-statunitense.
Dal tardo XVIII secolo i cacciatori franco-canadesi dal Québec e Montréal fecero regolarmente incursioni nell'area per commerciare con le tribù; questo è anche dimostrato dai toponimi francesi come Téton e La Ramie.
L'americano John Colter, registrò per primo una descrizione in inglese della regione nel 1807; era un membro della spedizione di Lewis e Clark, che fu guidata dal franco-canadese Toussaint Charbonneau e dalla sua giovane moglie scioscione, Sacajawea. All'epoca, le relazioni di Colter del vasto ecosistema di Yellowstone furono considerate finzione; di ritorno da Astoria, l'esploratore Robert Stuart e altri cinque uomini scoprirono South Pass nel 1812.
La Pista dell'Oregon in seguito seguì come guida per i migranti nei loro spostamenti verso la costa ovest; nel 1850 lo scalatore Jim Bridger documentò per primo quello che oggi è noto come Bridger Pass. Bridger esplorò anche Yellowstone e ne scrisse alcune relazioni che, al pari di quelle di Colter, vennero considerate all'epoca come favole. La Union Pacific Railroad costruì il percorso ferroviario attraverso il Bridger Pass nel 1868 e questo servì come tracciato per la costruzione della Interstate 80 attraverso le montagne, 90 anni dopo.
Quando la Union Pacific Railroad raggiunse Cheyenne nel 1867, la crescita della popolazione divenne importante, e il governo federale istituì il Territorio del Wyoming il 25 luglio 1868. Non essendoci riserve significative di oro e argento, diversamente dal ricco Colorado, il Wyoming non ebbe la stessa crescita vertiginosa della popolazione, ma South Pass City ebbe un breve boom dopo che la miniera Carissa iniziò a produrre oro nel 1867. In alcune aree della catena Sierra Madre e ad Encampment sulla Snowy Range furono scavate miniere di rame.
Con l'inizio delle spedizioni finanziate dal governo nella regione di Yellowstone, le descrizioni di Colter e Bridger della regione vennero confermate; nel 1872 venne creato il Parco nazionale di Yellowstone, il primo al mondo, per proteggere quest'area; quasi tutto il parco sorge nell'angolo nord-occidentale del Wyoming.

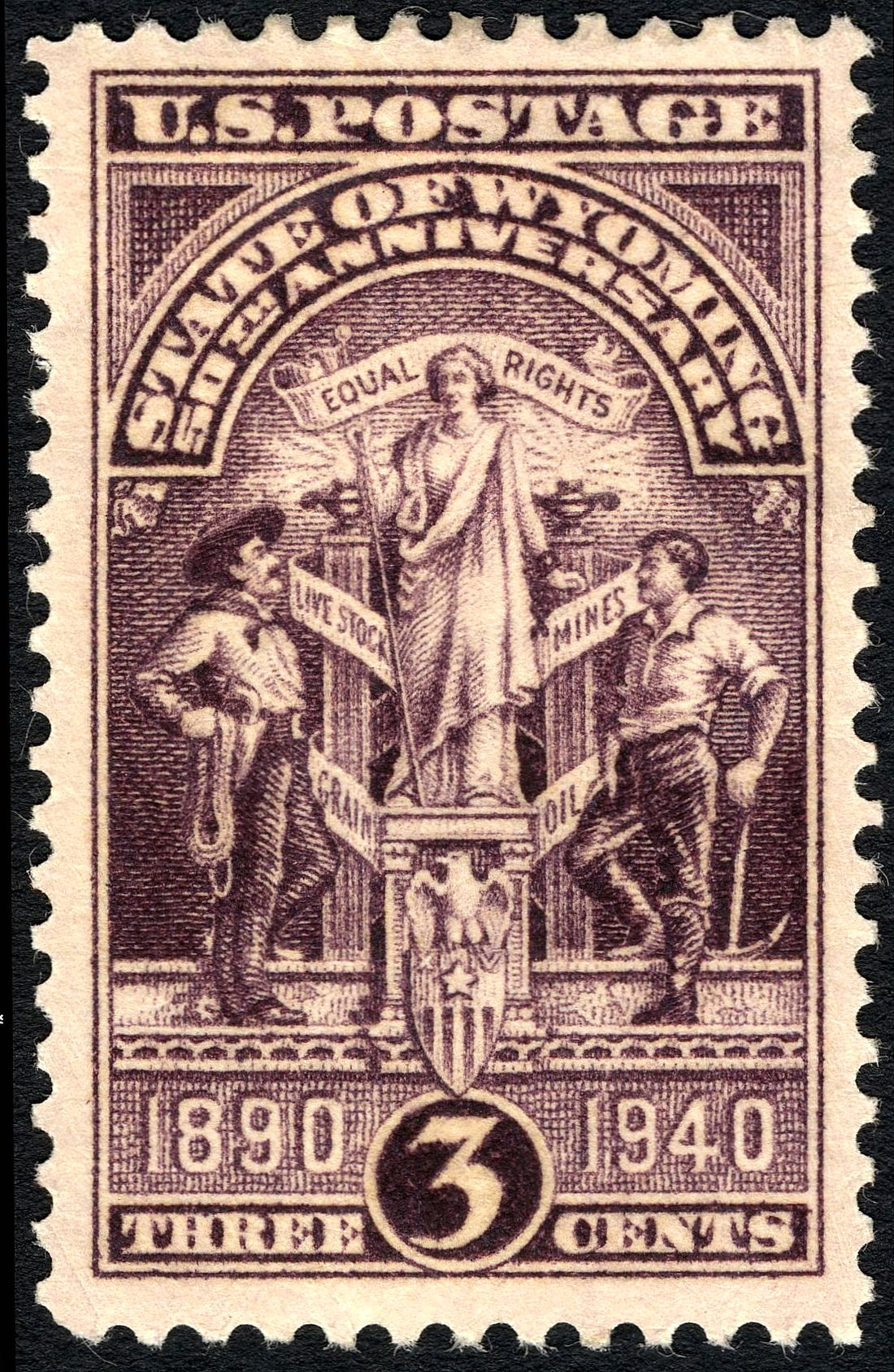
Il 10 luglio 1940, lo U.S. Post Office emise un francobollo per commemorare il 50º anniversario dell'ingresso del Wyoming nell'Unione. La stampa ritrae il sigillo di stato del Wyoming, che presenta una figura centrale di una donna di fronte ad una bandiera recante la scritta "eguali diritti".

Il 10 dicembre 1869 il governatore territoriale John Allen Campbell estese il diritto di voto alle donne, ed in questo il Wyoming fu il primo territorio a compiere il passo; al momento dell'accesso all'Unione, divenne il primo stato a garantire il suffragio femminile. Le donne potevano anche partecipare alle giurie (come a Laramie nel 1870) e lo stato fu il pioniere nell'ingresso delle donne in politica. Ebbe il primo balivo di tribunale donna (Mary Atkinson, Laramie, nel 1870), e la prima giudice di pace donna del Paese (Esther Hobart Morris a South Pass City nel 1870). Nel 1924 il Wyoming fu il primo stato ad eleggere una governatrice, Nellie Tayloe Ross, che entrò in carica nel gennaio 1925. Per via della sua storia di diritti civili, uno dei soprannomi dello stato è "lo Stato dell'Uguaglianza", e il motto ufficiale dello stato è "Eguali diritti" (Equal Rights).
La costituzione del Wyoming fu anche la prima a comprendere un articolo sul diritto di accesso all'acqua. Il processo per l'ammissione del Territorio del Wyoming nell'Unione fu iniziato sia al Senato degli Stati Uniti che alla Camera dei rappresentanti nel dicembre 1889; il 27 marzo 1890 la Camera approvò la legge ed il Presidente Benjamin Harrison firmò la legge che sanciva l'ingresso del Wyoming, che divenne il 44º stato dell'Unione.
Il Wyoming fu teatro della guerra della contea di Johnson nel 1892, che scoppiò tra gruppi avversari di allevatori di bestiame; l'approvazione degli Homestead Acts portò nuovi piccoli allevatori. La guerra del bestiame scoppiò quando i gruppi scelsero il conflitto violento rispetto alla competizione commerciale per l'uso delle terre demaniali.

## Società

### Evoluzione demografica
Il Wyoming è lo stato meno popolato degli Stati Uniti d'America (includendo anche il Distretto di Columbia) e presenta la seconda minore densità di popolazione (la minore in assoluto è quella dell'Alaska).

### Popolazione
Nel 2005 il Wyoming aveva una popolazione stimata di 509.294 abitanti, questo dato segnala un incremento nella popolazione di 3.407 individui (0,7% del totale) rispetto all'anno precedente e una crescita di 15.512 abitanti (3,1%) rispetto al 2000. Queste stime tengono conto della crescita naturale rispetto all'ultimo censimento di 12.165 persone (33.704 nati e 21.539 morti) e un incremento a causa dell'immigrazione di 4.035 individui di cui 2.264 non statunitensi e 1.771 statunitensi. Nel 2004 la popolazione nata al di fuori del Wyoming era di 11.000 persone (2,2% del totale).

### Principali città
Le città del Wyoming con più di 10.000 abitanti in ordine discendente sono:
- Cheyenne 63 957 ab.
- Casper 55 316 ab.
- Gillette 31 971 ab.
- Laramie 30 816 ab.
- Rock Springs 23 036 ab.
- Sheridan 17 916 ab.
- Green River 12 515 ab.
- Evanston 12 359 ab.

### Etnie
Gli abitanti dello Stato sono:
- 88,9% bianchi
- 6,4% ispanici
- 2,3% nativi americani
- 0,8% neri
- 0,6% asiatici
- 1,8% di etnia mista

I cinque più grandi gruppi di origine nazionale in Wyoming sono: tedesco (25,9%), inglese (15,9%), irlandese (13,3%), statunitense (6,5%) e norvegese (4,3%).
Vi sono le seguenti riserve di nativi americani: Buffalo Bill, Keyhole, Palisades, Fontenelle, Boysen, Big Sandy, Alcova, Flaming Gorge, Pathfinder, Seminoe, La Prele, Glendo, Wheatland.

### Religioni
Gli abitanti del Wyoming sono affiliati ai seguenti credi:
- Cristiani: 87%
  - Protestanti: 51%
  - Cattolici: 23%
  - Mormoni: 11%
  - Testimoni di Geova: 2%
- Altro: 2%
  - Altre religioni: 2%
- Non affiliati: 11%
  - Credenti senza affiliazione: 3%
  - Atei: 4%
  - Agnostici: 4%

## Economia
Nonostante l'aridità del territorio che non permette attività agricole rilevanti, nel Wyoming esiste, specialmente vicino alle catene montuose, un diffuso sistema di allevamenti sotto forma di ranch. Importante il turismo dato il notevole patrimonio paesaggistico e naturale, come nel Parco di Yellowstone.

## Politica
A livello federale, il Wyoming è uno degli stati più conservatori degli USA e il suo elettorato sostiene compattamente il Partito Repubblicano; in gergo è definito deep red, ossia "profondamente rosso" (dal colore identificativo del relativo partito). Alle elezioni presidenziali un candidato democratico ha prevalso l'ultima volta nel 1964, in seguito si sono registrate solo schiaccianti vittorie repubblicane: nel 2020 Donald Trump ha vinto con oltre il 69% dei voti e solo due contee (Teton e Albany) hanno votato per Joe Biden.
Anche a livello congressuale la delegazione del Wyoming ha perlopiù espresso esponenti repubblicani e da fine anni 1970 tutti i seggi sia alla Camera dei Rappresentanti sia al Senato sono "rossi". Tra i soggetti politici più celebri si annovera l'ex vice presidente Dick Cheney, nato in Nebraska e quasi sempre vissuto nel Wyoming, che ha rappresentato come senatore dal 1979 al 1989.
A livello locale la situazione è leggermente più sfumata, coi democratici che hanno espresso il governatore per otto anni dal 1975. Tra coloro che hanno ricoperto questa carica il democratico Dave Freudenthal, eletto nel 2002, aveva il più alto livello di gradimento della popolazione locale rispetto agli altri governatori dell'Unione.
A causa della sua scarsa popolazione, il Wyoming esprime soli 3 voti nel collegio elettorale degli Stati Uniti d'America, come l'Alaska, il Delaware, il Montana, il Dakota del Nord, il Dakota del Sud, il Vermont e il Distretto di Columbia.
Il Wyoming è uno dei 19 stati dell'Unione che detengono il monopolio sugli alcolici.
Nello stato vige la pena capitale, che dal 1976 è però stata applicata solo una volta. Al 1º aprile 2006 i detenuti nel braccio della morte erano 2. Le esecuzioni vengono eseguite tramite iniezione letale; nel caso a livello federale tale pratica dovesse essere considerata incostituzionale, lo stato prevede di ricorrere alla camera a gas.

## Amministrazioni
Il Wyoming è suddiviso amministrativamente in 23 contee:
1. Contea di Albany
2. Contea di Big Horn
3. Contea di Campbell
4. Contea di Carbon
5. Contea di Converse
6. Contea di Crook
7. Contea di Fremont
8. Contea di Goshen
9. Contea di Hot Springs
10. Contea di Johnson
11. Contea di Laramie
12. Contea di Lincoln
13. Contea di Natrona
14. Contea di Niobrara
15. Contea di Park
16. Contea di Platte
17. Contea di Sheridan
18. Contea di Sublette
19. Contea di Sweetwater
20. Contea di Teton
21. Contea di Uinta
22. Contea di Washakie
23. Contea di Weston

## Nella cultura di massa
- Il nome dello Stato compare nel titolo del libro Gente del Wyoming (traduzione del titolo originale Brokeback Mountain), scritto da Annie Proulx, da cui è stato tratto il film I segreti di Brokeback Mountain.
- Viene citato dall'attore Giacomo Poretti nel film Tre uomini e una gamba, quasi a indicare un posto sperduto nel mondo.
- Il nome dello Stato viene citato dal personaggio Sal Naturile (interpretato dall'attore John Cazale) nel film Quel pomeriggio di un giorno da cani. La scelta del Wyoming - in risposta al protagonista del film, Sonny Wortzik alla domanda in quale paese volesse scappare via - è stato improvvisato sul momento, poiché nel copione originale non era specificata alcuna destinazione.

## Galleria d'immagini

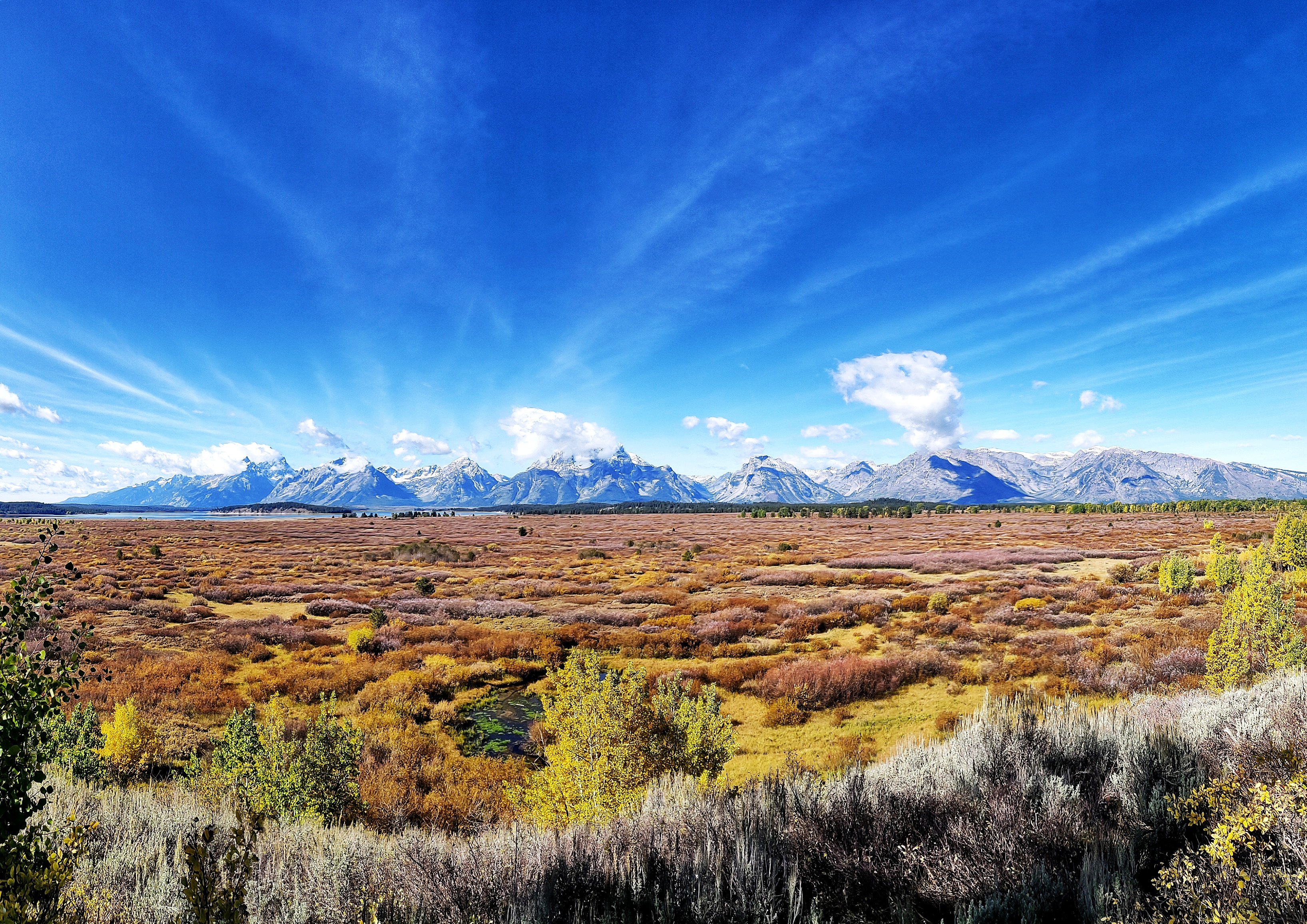
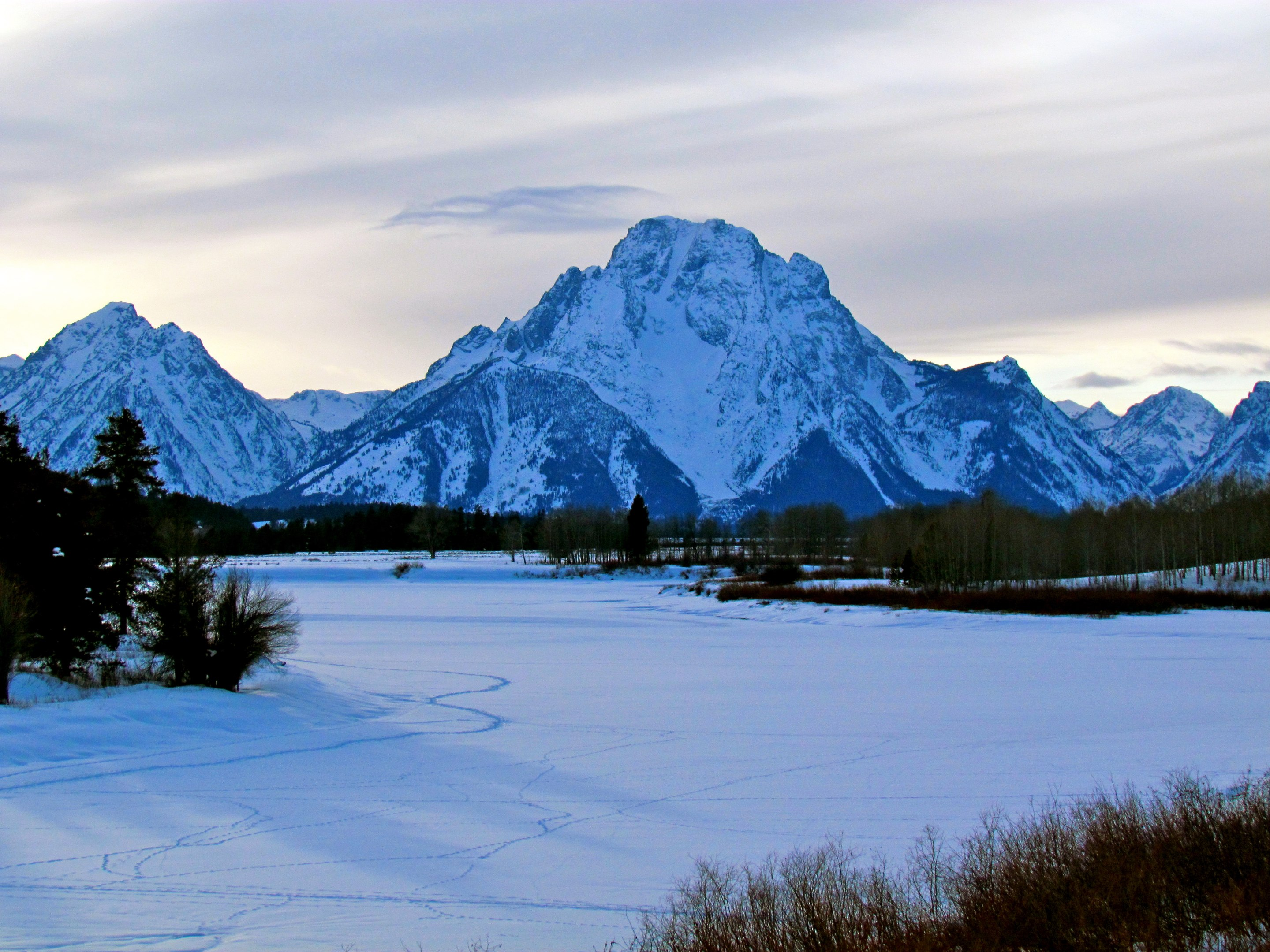
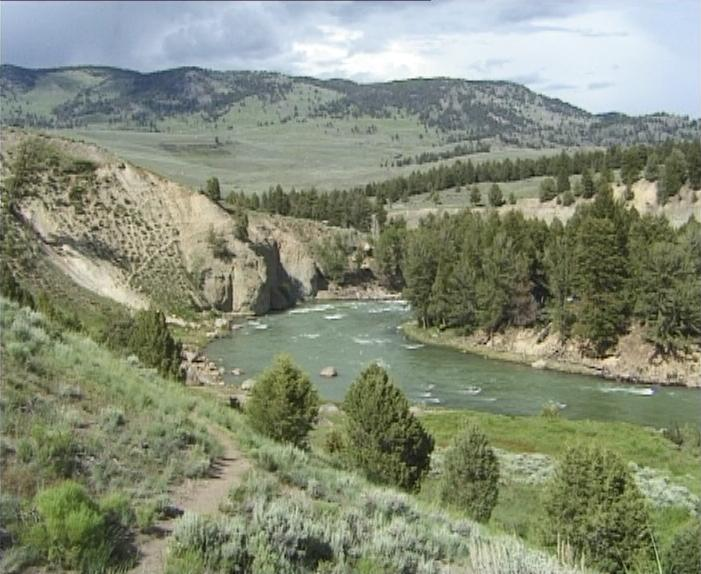
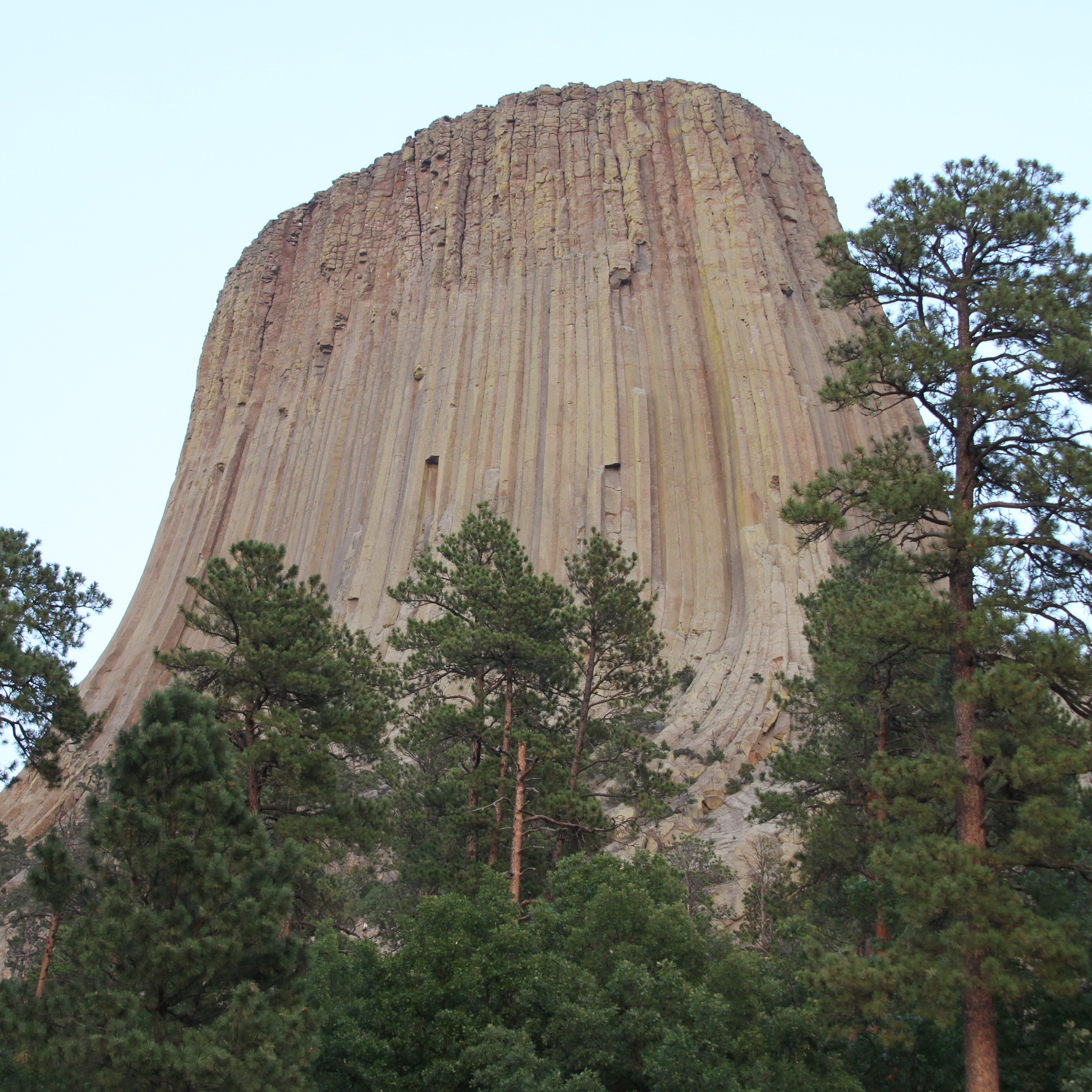
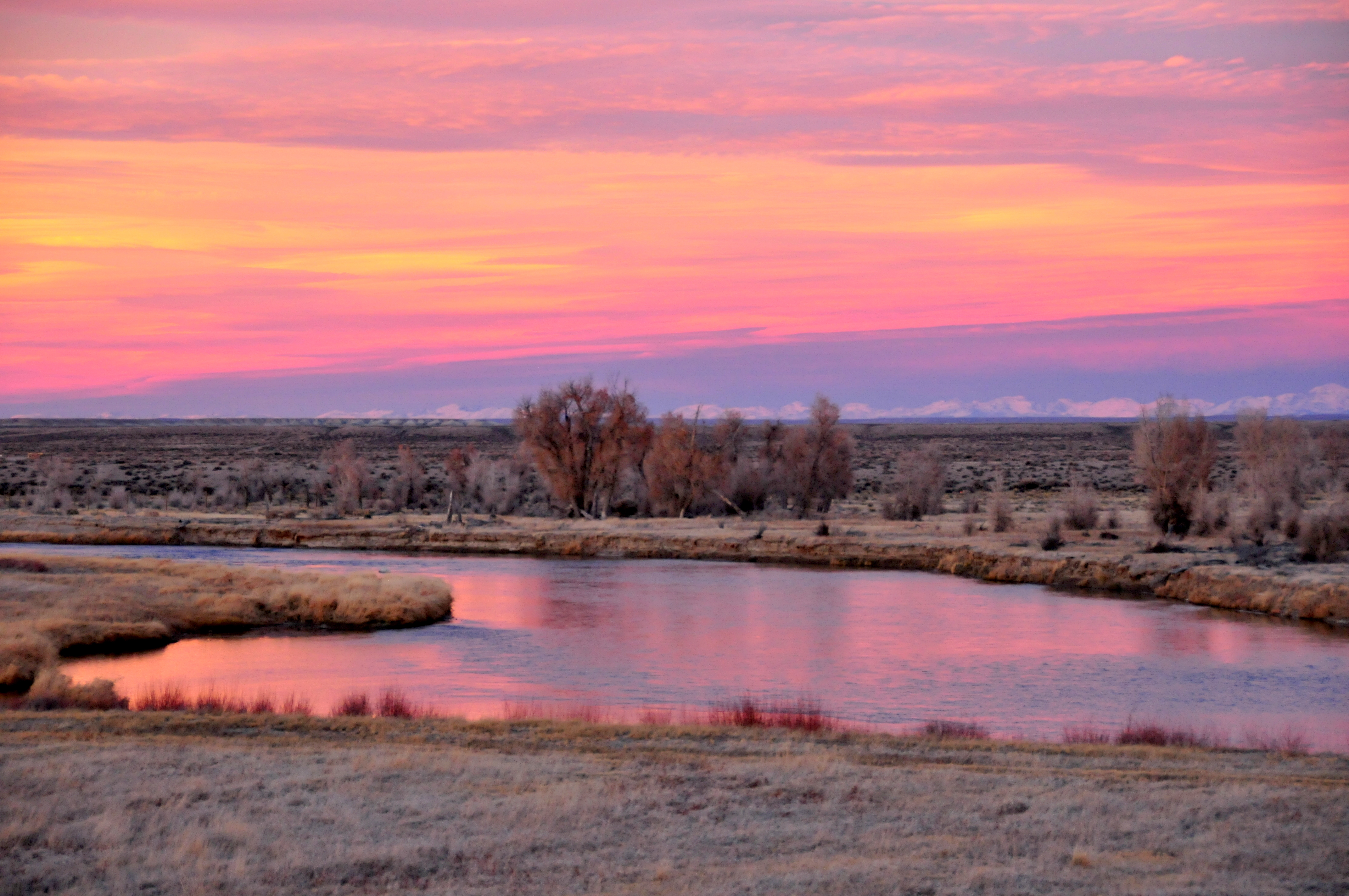
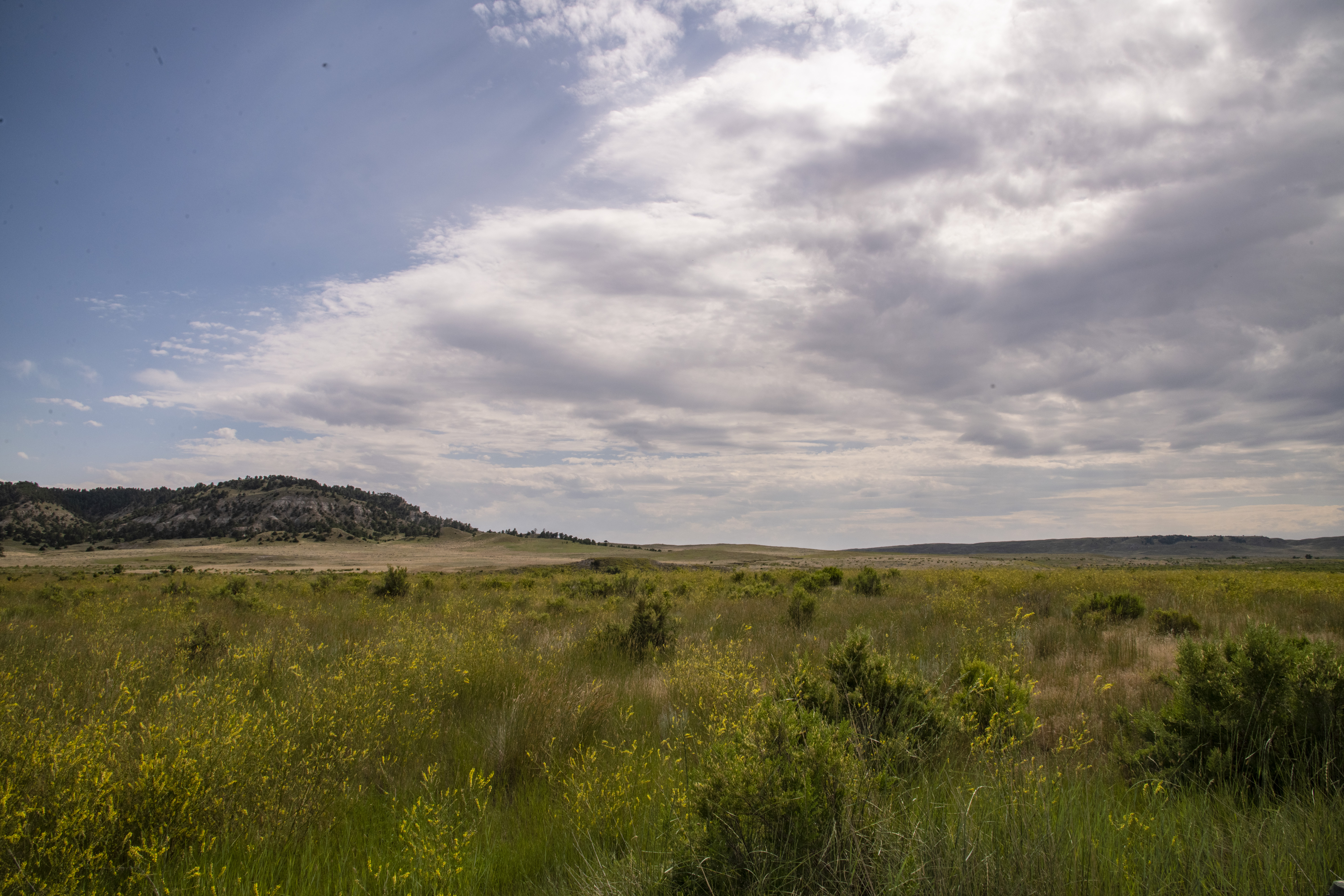
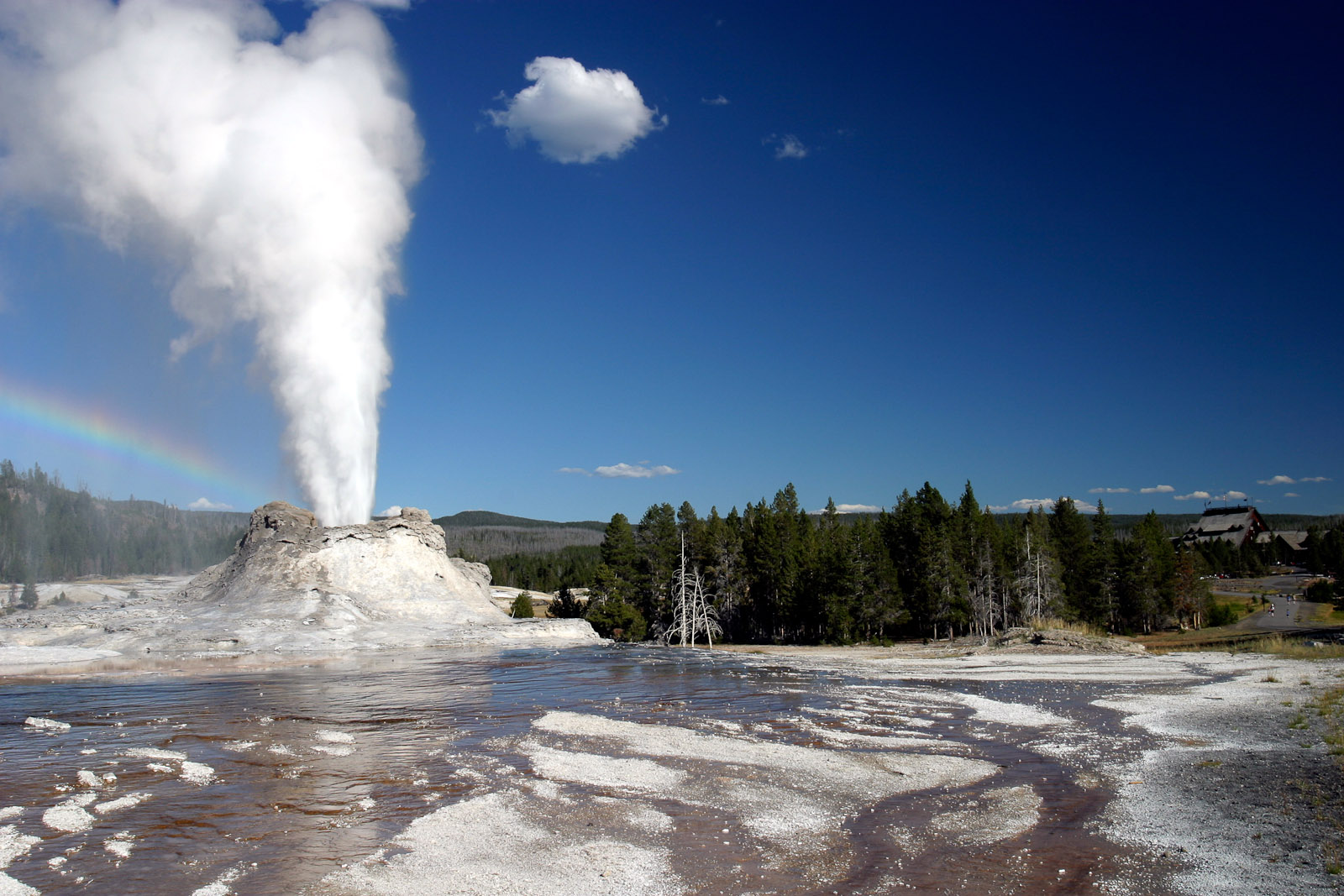